# Annette Pullen
Annette Pullen (* 1974 in Gelsenkirchen) ist eine deutsche Theaterregisseurin.

## Leben
Pullen inszenierte am Thalia Theater (Hamburg), am Schauspiel Hannover, am Volkstheater Wien, am Theater Magdeburg, am Schauspiel Essen, am Schauspielhaus Bochum, am Staatstheater Stuttgart, am Hans-Otto-Theater Potsdam, am Deutschen Theater Berlin, am Nationaltheater Weimar sowie an den Theatern Osnabrück, Heidelberg, Freiburg und Kiel.
Neben Erstaufführungen von Jason Shermans Demut in deutscher Sprache und Zaimoglus/Senkels Halb so wild (beide 2004) waren Wandernutten von Theresia Walser und eine Theaterfassung von Goethes Die Leiden des jungen Werther wichtige frühe Inszenierungen.
2007 erhielt sie den Dr.-Otto-Kasten-Preis. In der Laudatio hervorgehoben wurde insbesondere die „gedankenmusikalische Leichtigkeit und ihre unverstellte zeitgenössische Sehnsuchtsmotivik“, die ihren Inszenierungen innewohne.
Von 2011 bis 2015 war Pullen Leitende Schauspielregisseurin am Theater Osnabrück. Seit 2015 arbeitet sie wieder als freie Regisseurin.

## Inszenierungen (Auswahl)
- Iphigenie auf Tauris (Johann Wolfgang von Goethe) am Theater Magdeburg (3/2008)
- Fremdes Haus (Dea Loher) am Staatstheater Stuttgart (9/2008)
- Kein Schiff wird kommen (Nis-Momme Stockmann) am Staatstheater Stuttgart (2/2010)
- Die Frau vom Meer (Henrik Ibsen) am Theater Kiel (5/2010)
- Einige Nachrichten an das All (UA, Wolfram Lotz) am Nationaltheater Weimar (2/2011)
- Car Wash (UA, Marc Rosich) am Staatstheater Stuttgart (5/2011)
- Eine Stille für Frau Schirakesch (UA, Theresia Walser) am Theater Osnabrück (9/2011)
- Die Ratten (Gerhart Hauptmann) am Theater Osnabrück (10/2012)
- Ich wünsch mir eins (UA, Azar Mortazavi) am Theater Osnabrück (12/2012)
- Die Mittagsfrau (Julia Franck)  am Theater Osnabrück (5/2013)
- Sammy und die Nacht (UA, Azar Mortazavi) am Theater Osnabrück (1/2015)
- Die Zehn Gebote (UA, Feridun Zaimoglu/Günter Senkel) am Theater Kiel (4/2016)
- Luther (UA, Feridun Zaimoglu/Günter Senkel) am Theater Kiel (10/2017)
- Die Physiker (Friedrich Dürrenmatt) am Theater Heidelberg (6/2018)
- Bin nebenan (Ingrid Lausund) am Theater Kiel (4/2021)[2]